# Prowincja Tuyên Quang
Tuyên Quang wymowaⓘ – prowincja Wietnamu, znajdująca się w północnej części kraju, w Regionie Północno-Wschodnim.

## Podział administracyjny
W skład prowincji Tuyên Quang wchodzi pięć dystryktów oraz jedno miasto.
- Miasta:

1. Tuyên Quang

- Dystrykty:

1. Chiêm Hoá
2. Hàm Yên
3. Na Hang
4. Sơn Dương
5. Yên Sơn